# Русские в Беларуси

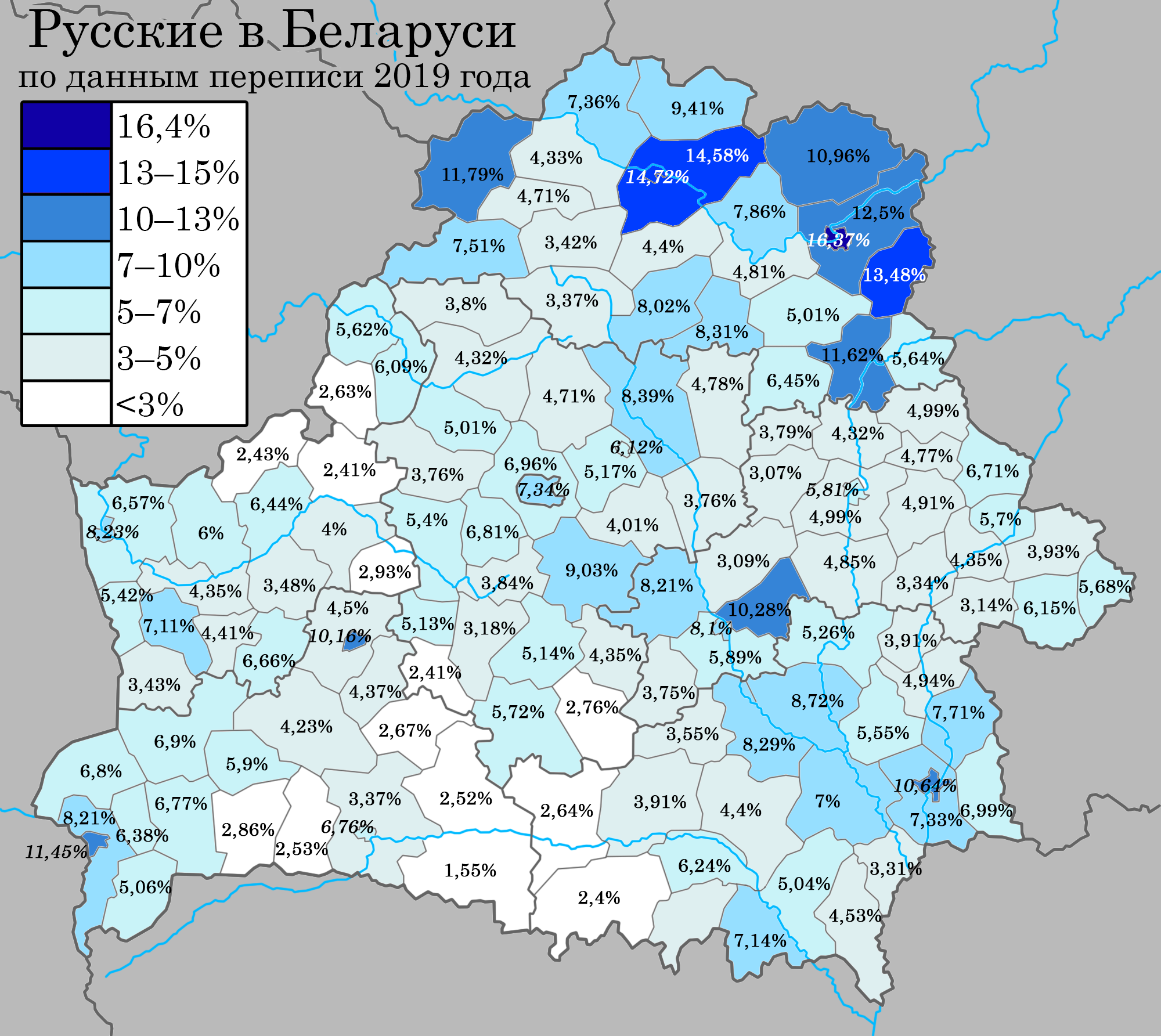
Доля русских в населении районов и городов областного подчинения (2019)

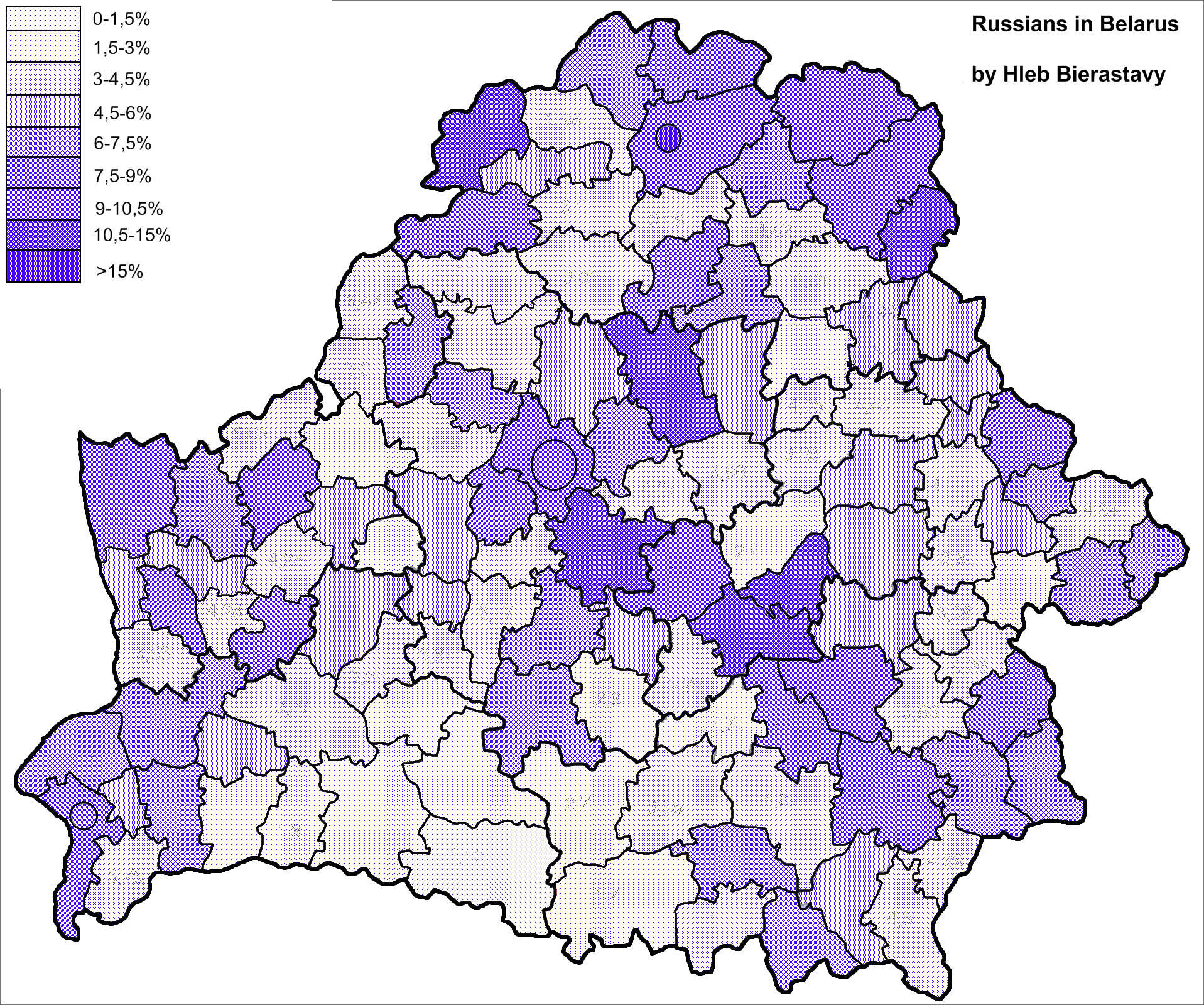
Доля русских в населении районов и городов областного подчинения (2009)

Русские (бел. Рускія ў Беларусі) являются второй по численности национальной группой на территории современной Республики Беларусь с середины XX века. По переписи 2019 года в стране проживало 706 992 русских, которые составляли 7,5 % населения республики. При этом с титульной национальностью — белорусами — их объединяет длительная и довольно сложная система этно-языковых общностей. Для современной республики характерен самый высокий в странах СНГ уровень несоответствия между русской и русскоязычной идентичностью. Так, русскими себя считают только 8 % населения, но русский язык родным называют 40 %, а основным — 70 % населения. Достигнув пика в 1989 году (1,34 млн или 13,2 %), доля и численность этнических русских в стране с тех пор неуклонно сокращается, а русскоязычных — растёт. Особенностью русского населения Беларуси является его довольно дисперсное расселение по территории страны с максимальной концентрацией в крупных областных центрах. Примечательно и то, что, в отличие от Украины, Казахстана, стран Прибалтики, в Беларуси нет ни одного города или региона, где бы русские составляли абсолютное или хотя бы относительное большинство населения. Максимальная концентрация русских в Беларуси наблюдается в городах Новополоцк и Полоцк (15 и 14 % соответственно).

## История
После раздела Речи Посполитой территория современной Беларуси вошла в состав Российской империи. Крупнейшими национальными меньшинствами региона в этот период были поляки и евреи. Впрочем, в Российской империи сами белорусы, хотя и учитывались отдельно, всё же рассматривались как один из субэтносов русского народа. Массовой миграции великороссов на территорию современной республики в этот период не было. Тем не менее, великороссы занимали ведущие посты в военно-административном аппарате и их присутствие было наиболее заметно в уездных городах. Параллельно происходил процесс эрозии былого социального и языкового престижа польского меньшинства.
В феврале 1918 года был сформирован орган исполнительной власти — Народный секретариат Беларуси. Должность комиссара по делам великороссов занимал в нём эсэр Павел Злобин.
Великая Отечественная война нанесла огромный урон населению республики. В восстановлении экономики республики участвовали многие русские и украинские специалисты, которые здесь оставались на постоянное место жительства. Вместе с тем многие белорусы в советское время мигрировали на территорию Казахстана, УССР, стран Прибалтики, отправлялись на Крайний Север, участвовали в заселении Калининградской области и т. д. В советское время в БССР появилась тенденция записывать детей от смешанных браков русскими, в результате чего происходило постепенное снижение доли (но не численности) белорусов и довольно быстрый рост доли и численности русских в республике. Тем не менее, в БССР наиболее интенсивно снижалась численность и доля поляков и евреев, а росла — украинцев. В постсоветский период доля и численность русских в республике сокращалась быстрее численности белорусов и фактически вернулась на уровень 1960-х годов. Данный феномен не в последнюю очередь объясняется тем, что большинство детей из смешанных браков больше не записываются русскими и некоторая часть русского населения переехала в Россию.

## Динамика населения
|  |